# LGV Méditerranée
| Ein TGV Duplex auf der Viadukt von Arc in der Bouches-du-Rhône. |                            |                                                                      |                                                                      |
| |                            |                                                                      |                                                                      |
| Streckennummer (SNCF): | 752 000                    |                                                                      |                                                                      |
| Kursbuchstrecke (SNCF): | 500                        |                                                                      |                                                                      |
| Streckenlänge: | Neubauabschnitt: 251,42 km |                                                                      |                                                                      |
| Spurweite: | 1435 mm (Normalspur)       |                                                                      |                                                                      |
| Stromsystem: | 25 kV, 50 Hz ~             |                                                                      |                                                                      |
| Maximale Neigung: | 35 ‰                       |                                                                      |                                                                      |
| Streckengeschwindigkeit: | 320 km/h                   |                                                                      |                                                                      |
| |                            |                                                                      |                                                                      |
| \| \| \| LGV Rhône-Alpes von Paris/Lyon \| \| \| \| 493,23 \| Abzw. nach Valence-Ville \| Abzw. nach Valence-Ville \| \| \| \| Bahnstrecke Valence–Moirans (Abzw. Valence-Sillon Alpin Sud) \| \| \| \| 495,46 \| Valence TGV Bahnstrecke Valence–Moirans n. Valence \| Valence TGV Bahnstrecke Valence–Moirans n. Valence \| \| \| 506,83 \| Véore (46 m) \| Véore (46 m) \| \| \| 516,68 \| SEI d'Upie (Betriebsgleis östlich) \| SEI d'Upie (Betriebsgleis östlich) \| \| \| 522,55 \| Tunnel d’Eurre (624 m) \| Tunnel d’Eurre (624 m) \| \| \| 524,53 \| Abzw. von Eurre (nur für Bauzüge) \| Abzw. von Eurre (nur für Bauzüge) \| \| \| \| Instandhaltungsbasis Crest \| \| \| \| 524,98 \| Bahnstrecke Livron–Aspres-sur-Buëch \| Bahnstrecke Livron–Aspres-sur-Buëch \| \| \| \| Viaduc de la Drôme (Drôme; 229 m) \| \| \| \| 531,06 \| Viaduc de la Grenette (947 m) \| Viaduc de la Grenette (947 m) \| \| \| 531,62 \| Tunnel de Tartaiguille (2340 m) \| Tunnel de Tartaiguille (2340 m) \| \| \| 541,47 \| SEI de Bonlieu-sur-Roubion (Betriebsgleise östlich) \| SEI de Bonlieu-sur-Roubion (Betriebsgleise östlich) \| \| \| 542,68 \| Viaduc du Roubion (Roubion; 147 m) \| Viaduc du Roubion (Roubion; 147 m) \| \| \| 548,04 \| Vermenon (81 m) \| Vermenon (81 m) \| \| \| 549,87 \| Jabron (80 m) \| Jabron (80 m) \| \| \| 556,89 \| SEI d'Allan (Betriebsgleise und Notbahnsteig westlich) \| SEI d'Allan (Betriebsgleise und Notbahnsteig westlich) \| \| \| 565,46 \| D541 (116 m) \| D541 (116 m) \| \| \| 565,72 \| Berre (81 m) \| Berre (81 m) \| \| \| 569,74 \| A7 (236 m) \| A7 (236 m) \| \| \| 570,21 \| Viaduc de la Garde-Adhémar (Donzère-Kanal; 340 m) \| Viaduc de la Garde-Adhémar (Donzère-Kanal; 340 m) \| \| \| 571,87 \| Strecke Pierrelatte–Nyons \| Strecke Pierrelatte–Nyons \| \| \| \| Bündelung mit Bahnstrecke Paris–Marseille \| \| \| \| 577,67 \| SEI de Lapalud \| SEI de Lapalud \| \| \| 578,41 \| Abzw. von Bollène-Nord \| Abzw. von Bollène-Nord \| \| \| 580,48 \| Bahnstrecke Paris–Marseille nach Orange \| Bahnstrecke Paris–Marseille nach Orange \| \| \| 581,41 \| Abzw. von Bollène-Sud \| Abzw. von Bollène-Sud \| \| \| 581,78 \| N7 (81 m) \| N7 (81 m) \| \| \| 582,62 \| N86 (136 m) \| N86 (136 m) \| \| \| 588,38 \| Viaduc de Mondragon (Rhône; 637 m) \| Viaduc de Mondragon (Rhône; 637 m) \| \| \| 590,36 \| Viaduc de Mornas (Rhône; 887 m) \| Viaduc de Mornas (Rhône; 887 m) \| \| \| 596,04 \| SEI de Piolenc (Betriebsgleise und Notbahnsteig westlich) \| SEI de Piolenc (Betriebsgleise und Notbahnsteig westlich) \| \| \| 597,86 \| Viaduc de l'Aigues (Eygues; 186 m) \| Viaduc de l'Aigues (Eygues; 186 m) \| \| \| 606,30 \| Viaduc de Roquemaure (Rhône; 680 m) \| Viaduc de Roquemaure (Rhône; 680 m) \| \| \| 607,63 \| D701 (109 m) \| D701 (109 m) \| \| \| 608,10 \| Strecke Givors-Canal–Grezan \| Strecke Givors-Canal–Grezan \| \| \| 608,32 \| Viaduc de Saint-Geniès-de-Comolas (533 m) \| Viaduc de Saint-Geniès-de-Comolas (533 m) \| \| \| 608,64 \| Tunnel de Saint-Geniès-de-Comolas (256 m) \| Tunnel de Saint-Geniès-de-Comolas (256 m) \| \| \| 610,72 \| Roubine (105 m) \| Roubine (105 m) \| \| \| 611,60 \| A9 (123 m) \| A9 (123 m) \| \| \| 613,32 \| Instandhaltungsbasis Roquemaure (östlich) \| Instandhaltungsbasis Roquemaure (östlich) \| \| \| 614,43 \| D6580 (156 m) \| D6580 (156 m) \| \| \| 618,150,0 \| Abzw. Avignon-Nord; nach Nîmes \| Abzw. Avignon-Nord; nach Nîmes \| \| \| 619,49 \| N100 (2x62 m / 259 m) \| N100 (2x62 m / 259 m) \| \| \| \| Triangle des Angles \| \| \| \| 5,170,0 \| Abzw. Les Angles-Ouest; Verbindungskurve „Grand Sud“ \| Abzw. Les Angles-Ouest; Verbindungskurve „Grand Sud“ \| \| \| \| Strecke Givors–Nîmes \| \| \| \| 622,46 \| Viaducs des Angles (Rhône; 1573 m) \| Viaducs des Angles (Rhône; 1573 m) \| \| \| 624,195,32 \| Abzw. Les Angles-Sud; von Nîmes \| Abzw. Les Angles-Sud; von Nîmes \| \| \| 625,16 \| Avignon TGV \| Avignon TGV \| \| \| 625,95 \| Überdeckung Avignon (1300 m) \| Überdeckung Avignon (1300 m) \| \| \| \| Strecke Paris–Marseille nach Avignon \| \| \| \| \| \| \| \| \| \| Zweig „Languedoc-Roussillon“ \| \| \| \| 10,98 \| Viaduc de la Roubine (Roubine; 270 m) \| Viaduc de la Roubine (Roubine; 270 m) \| \| \| 13,29 \| Strecke Givors–Nîmes \| Strecke Givors–Nîmes \| \| \| 15,10 \| Viaduc du Briançon (79 m) \| Viaduc du Briançon (79 m) \| \| \| 17,77 \| Flutbrücken (570 m / 460 m) \| Flutbrücken (570 m / 460 m) \| \| \| 18,38 \| Viaduc du Gardon (Gardon; 212 m) \| Viaduc du Gardon (Gardon; 212 m) \| \| \| 25,060,00 \| Abzw. Redessan nach Nîmes \| Abzw. Redessan nach Nîmes \| \| \| 22,17 \| Nîmes-Pont-du-Gard \| Nîmes-Pont-du-Gard \| \| \| \| \| \| \| \| \| Contournement de Nîmes et Montpellier nach Montpellier-Sud-de-France \| \| \| \| \| \| \| \| \| \| Instandhaltungsbasis Redessan \| \| \| \| 3,24 \| Bahnstrecke Tarascon–Sète-Ville \| Bahnstrecke Tarascon–Sète-Ville \| \| \| \| Zweig „Provence“ \| \| \| \| 636,23 \| Viaduc sur le péage Avignon-Sud (180 m) \| Viaduc sur le péage Avignon-Sud (180 m) \| \| \| 636,74 \| Viaduc de Bonpas (A7; 356 m) \| Viaduc de Bonpas (A7; 356 m) \| \| \| 636,94 \| Tunnel de Bonpas (303 m) \| Tunnel de Bonpas (303 m) \| \| \| 643,98 \| SEI de Cavaillon (Betriebsgleis östlich) \| SEI de Cavaillon (Betriebsgleis östlich) \| \| \| 646,50 \| Viaduc de Cavaillon (Durance; 1500 m) \| Viaduc de Cavaillon (Durance; 1500 m) \| \| \| 650,56 \| Viaduc de Cheval-Blanc (Durance; 994 m) \| Viaduc de Cheval-Blanc (Durance; 994 m) \| \| \| 652,07 \| Strecke Avignon–Miramas \| Strecke Avignon–Miramas \| \| \| \| Instandhaltungsbasis Cheval-Blanc \| \| \| \| 652,33 \| Abzw. von Cheval-Blanc (nur Bauzüge) \| Abzw. von Cheval-Blanc (nur Bauzüge) \| \| \| 653,61 \| Viaduc d’Orgon (Durance; 942 m) \| Viaduc d’Orgon (Durance; 942 m) \| \| \| 657,74 \| SEI de Sénas (Betriebsgleis und Notbahnsteig östlich) \| SEI de Sénas (Betriebsgleis und Notbahnsteig östlich) \| \| \| 664,05 \| Canal EDF (90 m) \| Canal EDF (90 m) \| \| \| 668,11 \| Tranchée couverte de Vernègues (102 m) \| Tranchée couverte de Vernègues (102 m) \| \| \| 668,92 \| Viaduc de Vernègues (1210 m) \| Viaduc de Vernègues (1210 m) \| \| \| 670,44 \| Tunnel de Lambesc (554 m) \| Tunnel de Lambesc (554 m) \| \| \| 673,99 \| Viaduc du Boulery (350 m) \| Viaduc du Boulery (350 m) \| \| \| 674,71 \| Pont de Lavaldenan (93 m) \| Pont de Lavaldenan (93 m) \| \| \| 675,36 \| SEI de Lambesc (Betriebsgleis östlich) \| SEI de Lambesc (Betriebsgleis östlich) \| \| \| 676,63 \| Viaduc de la Touloubre (Touloubre; 372 m) \| Viaduc de la Touloubre (Touloubre; 372 m) \| \| \| 677,46 \| Canal de Marseille \| Canal de Marseille \| \| \| 678,45 \| Abzw. „Côte d’Azur“ (verworfen) \| Abzw. „Côte d’Azur“ (verworfen) \| \| \| 688,23 \| Viaduc de Ventabren (1730 m) \| Viaduc de Ventabren (1730 m) \| \| \| 689,33 \| Canal de Marseille-Les Bosques \| Canal de Marseille-Les Bosques \| \| \| 690,17 \| Canal de Marseille-Chantegrill \| Canal de Marseille-Chantegrill \| \| \| 692,40 \| Viaduc de l’Arc (Arc; 308 m) \| Viaduc de l’Arc (Arc; 308 m) \| \| \| \| Strecke Rognac–Aix-en-Provence \| \| \| \| 695,69 \| Canal de Marseille-Tour d'Arboisl \| Canal de Marseille-Tour d'Arboisl \| \| \| 699,14 \| Aix-en-Provence TGV \| Aix-en-Provence TGV \| \| \| 702,28 \| Tunnel de Pennes-Mirabeau (1350 m) \| Tunnel de Pennes-Mirabeau (1350 m) \| \| \| 703,81 \| Überdeckung Bellepeire (400 m) \| Überdeckung Bellepeire (400 m) \| \| \| 704,21 \| Tunnel de Marseille (5414 m) \| Tunnel de Marseille (5414 m) \| \| \| 709,62 \| Überdeckung Saint-André (490 m) \| Überdeckung Saint-André (490 m) \| \| \| 711,16 \| Abzw. des Tuileries von Nîmes/Avignon \| Abzw. des Tuileries von Nîmes/Avignon \| \| \| \| (weitere Betriebsstellen) \| \| \| \| \| Marseille-Saint-Charles \| \| |                            |                                                                      |                                                                      |
| Strecke |                            | LGV Rhône-Alpes von Paris/Lyon                                       | LGV Rhône-Alpes von Paris/Lyon                                       |
| Strecke von links · Abzweig geradeaus und nach rechts | 493,23                     | Abzw. nach Valence-Ville                                             | Abzw. nach Valence-Ville                                             |
| Strecke · Abzweig geradeaus und von links |                            | Bahnstrecke Valence–Moirans (Abzw. Valence-Sillon Alpin Sud)         | Bahnstrecke Valence–Moirans (Abzw. Valence-Sillon Alpin Sud)         |
| Abzweig quer und nach rechts · Turmbahnhof geradeaus unten | 495,46                     | Valence TGV Bahnstrecke Valence–Moirans n. Valence                   | Valence TGV Bahnstrecke Valence–Moirans n. Valence                   |
| Brücke über Wasserlauf | 506,83                     | Véore (46 m)                                                         | Véore (46 m)                                                         |
| Überleitstelle / Spurwechsel | 516,68                     | SEI d'Upie (Betriebsgleis östlich)                                   | SEI d'Upie (Betriebsgleis östlich)                                   |
| Tunnel | 522,55                     | Tunnel d’Eurre (624 m)                                               | Tunnel d’Eurre (624 m)                                               |
| Strecke von links · Abzweig geradeaus und nach rechts | 524,53                     | Abzw. von Eurre (nur für Bauzüge)                                    | Abzw. von Eurre (nur für Bauzüge)                                    |
| Blockstelle · Strecke |                            | Instandhaltungsbasis Crest                                           | Instandhaltungsbasis Crest                                           |
| Abzweig quer und nach rechts · Kreuzung Anfang Hochstrecke | 524,98                     | Bahnstrecke Livron–Aspres-sur-Buëch                                  | Bahnstrecke Livron–Aspres-sur-Buëch                                  |
| Strecke unter Wasserlauf Ende Hochstrecke |                            | Viaduc de la Drôme (Drôme; 229 m)                                    | Viaduc de la Drôme (Drôme; 229 m)                                    |
| Brücke | 531,06                     | Viaduc de la Grenette (947 m)                                        | Viaduc de la Grenette (947 m)                                        |
| Tunnel | 531,62                     | Tunnel de Tartaiguille (2340 m)                                      | Tunnel de Tartaiguille (2340 m)                                      |
| Überleitstelle / Spurwechsel | 541,47                     | SEI de Bonlieu-sur-Roubion (Betriebsgleise östlich)                  | SEI de Bonlieu-sur-Roubion (Betriebsgleise östlich)                  |
| Brücke über Wasserlauf | 542,68                     | Viaduc du Roubion (Roubion; 147 m)                                   | Viaduc du Roubion (Roubion; 147 m)                                   |
| Brücke über Wasserlauf | 548,04                     | Vermenon (81 m)                                                      | Vermenon (81 m)                                                      |
| Brücke über Wasserlauf | 549,87                     | Jabron (80 m)                                                        | Jabron (80 m)                                                        |
| Überleitstelle / Spurwechsel | 556,89                     | SEI d'Allan (Betriebsgleise und Notbahnsteig westlich)               | SEI d'Allan (Betriebsgleise und Notbahnsteig westlich)               |
| Brücke | 565,46                     | D541 (116 m)                                                         | D541 (116 m)                                                         |
| Brücke über Wasserlauf | 565,72                     | Berre (81 m)                                                         | Berre (81 m)                                                         |
| Brücke | 569,74                     | A7 (236 m)                                                           | A7 (236 m)                                                           |
| Brücke über Wasserlauf | 570,21                     | Viaduc de la Garde-Adhémar (Donzère-Kanal; 340 m)                    | Viaduc de la Garde-Adhémar (Donzère-Kanal; 340 m)                    |
| Kreuzung geradeaus oben | 571,87                     | Strecke Pierrelatte–Nyons                                            | Strecke Pierrelatte–Nyons                                            |
| Strecke |                            | Bündelung mit Bahnstrecke Paris–Marseille                            | Bündelung mit Bahnstrecke Paris–Marseille                            |
| Überleitstelle / Spurwechsel | 577,67                     | SEI de Lapalud                                                       | SEI de Lapalud                                                       |
| Abzweig geradeaus und nach links · Strecke von rechts | 578,41                     | Abzw. von Bollène-Nord                                               | Abzw. von Bollène-Nord                                               |
| Abzweig geradeaus und nach links · Kreuzung geradeaus oben · Abzweig quer und nach links | 580,48                     | Bahnstrecke Paris–Marseille nach Orange                              | Bahnstrecke Paris–Marseille nach Orange                              |
| Strecke nach links · Abzweig geradeaus und von rechts | 581,41                     | Abzw. von Bollène-Sud                                                | Abzw. von Bollène-Sud                                                |
| Brücke | 581,78                     | N7 (81 m)                                                            | N7 (81 m)                                                            |
| Brücke | 582,62                     | N86 (136 m)                                                          | N86 (136 m)                                                          |
| Brücke über Wasserlauf | 588,38                     | Viaduc de Mondragon (Rhône; 637 m)                                   | Viaduc de Mondragon (Rhône; 637 m)                                   |
| Brücke über Wasserlauf | 590,36                     | Viaduc de Mornas (Rhône; 887 m)                                      | Viaduc de Mornas (Rhône; 887 m)                                      |
| Überleitstelle / Spurwechsel | 596,04                     | SEI de Piolenc (Betriebsgleise und Notbahnsteig westlich)            | SEI de Piolenc (Betriebsgleise und Notbahnsteig westlich)            |
| Brücke über Wasserlauf | 597,86                     | Viaduc de l'Aigues (Eygues; 186 m)                                   | Viaduc de l'Aigues (Eygues; 186 m)                                   |
| Brücke über Wasserlauf | 606,30                     | Viaduc de Roquemaure (Rhône; 680 m)                                  | Viaduc de Roquemaure (Rhône; 680 m)                                  |
| Brücke | 607,63                     | D701 (109 m)                                                         | D701 (109 m)                                                         |
| Kreuzung Anfang Hochstrecke | 608,10                     | Strecke Givors-Canal–Grezan                                          | Strecke Givors-Canal–Grezan                                          |
| Strecke Ende Hochstrecke | 608,32                     | Viaduc de Saint-Geniès-de-Comolas (533 m)                            | Viaduc de Saint-Geniès-de-Comolas (533 m)                            |
| Tunnel | 608,64                     | Tunnel de Saint-Geniès-de-Comolas (256 m)                            | Tunnel de Saint-Geniès-de-Comolas (256 m)                            |
| Brücke über Wasserlauf | 610,72                     | Roubine (105 m)                                                      | Roubine (105 m)                                                      |
| Brücke | 611,60                     | A9 (123 m)                                                           | A9 (123 m)                                                           |
| Dienststation / Betriebs- oder Güterbahnhof | 613,32                     | Instandhaltungsbasis Roquemaure (östlich)                            | Instandhaltungsbasis Roquemaure (östlich)                            |
| Brücke | 614,43                     | D6580 (156 m)                                                        | D6580 (156 m)                                                        |
| Strecke von links · Strecke quer · Abzweig geradeaus und nach rechts | 618,150,0                  | Abzw. Avignon-Nord; nach Nîmes                                       | Abzw. Avignon-Nord; nach Nîmes                                       |
| Brücke · Brücke | 619,49                     | N100 (2x62 m / 259 m)                                                | N100 (2x62 m / 259 m)                                                |
| Strecke · Strecke |                            | Triangle des Angles                                                  | Triangle des Angles                                                  |
| Abzweig geradeaus und von links · Strecke von rechts · Strecke | 5,170,0                    | Abzw. Les Angles-Ouest; Verbindungskurve „Grand Sud“                 | Abzw. Les Angles-Ouest; Verbindungskurve „Grand Sud“                 |
| Kreuzung Anfang Hochstrecke · Kreuzung Anfang Hochstrecke |                            | Strecke Givors–Nîmes                                                 | Strecke Givors–Nîmes                                                 |
| Strecke unter Wasserlauf Ende Hochstrecke · Strecke unter Wasserlauf Ende Hochstrecke | 622,46                     | Viaducs des Angles (Rhône; 1573 m)                                   | Viaducs des Angles (Rhône; 1573 m)                                   |
| Strecke nach links · Abzweig geradeaus und von rechts | 624,195,32                 | Abzw. Les Angles-Sud; von Nîmes                                      | Abzw. Les Angles-Sud; von Nîmes                                      |
| Bahnhof · Kopfbahnhof Streckenanfang | 625,16                     | Avignon TGV                                                          | Avignon TGV                                                          |
| Tunnelanfang · Strecke | 625,95                     | Überdeckung Avignon (1300 m)                                         | Überdeckung Avignon (1300 m)                                         |
| Kreuzung mit oberirdischer Strecke (im Tunnel) · Abzweig quer und nach links |                            | Strecke Paris–Marseille nach Avignon                                 | Strecke Paris–Marseille nach Avignon                                 |
| Tunnelende |                            |                                                                      |                                                                      |
| Strecke von rechts |                            | Zweig „Languedoc-Roussillon“                                         | Zweig „Languedoc-Roussillon“                                         |
| Brücke über Wasserlauf | 10,98                      | Viaduc de la Roubine (Roubine; 270 m)                                | Viaduc de la Roubine (Roubine; 270 m)                                |
| Kreuzung geradeaus oben | 13,29                      | Strecke Givors–Nîmes                                                 | Strecke Givors–Nîmes                                                 |
| Brücke über Wasserlauf | 15,10                      | Viaduc du Briançon (79 m)                                            | Viaduc du Briançon (79 m)                                            |
| Brücke | 17,77                      | Flutbrücken (570 m / 460 m)                                          | Flutbrücken (570 m / 460 m)                                          |
| Brücke über Wasserlauf | 18,38                      | Viaduc du Gardon (Gardon; 212 m)                                     | Viaduc du Gardon (Gardon; 212 m)                                     |
| Strecke von links · Abzweig geradeaus und nach rechts | 25,060,00                  | Abzw. Redessan nach Nîmes                                            | Abzw. Redessan nach Nîmes                                            |
| Strecke · Bahnhof | 22,17                      | Nîmes-Pont-du-Gard                                                   | Nîmes-Pont-du-Gard                                                   |
| |                            |                                                                      |                                                                      |
| Strecke · Strecke |                            | Contournement de Nîmes et Montpellier nach Montpellier-Sud-de-France | Contournement de Nîmes et Montpellier nach Montpellier-Sud-de-France |
| |                            |                                                                      |                                                                      |
| Dienststation / Betriebs- oder Güterbahnhof |                            | Instandhaltungsbasis Redessan                                        | Instandhaltungsbasis Redessan                                        |
| Abzweig quer und nach rechts | 3,24                       | Bahnstrecke Tarascon–Sète-Ville                                      | Bahnstrecke Tarascon–Sète-Ville                                      |
| Strecke |                            | Zweig „Provence“                                                     | Zweig „Provence“                                                     |
| Brücke | 636,23                     | Viaduc sur le péage Avignon-Sud (180 m)                              | Viaduc sur le péage Avignon-Sud (180 m)                              |
| Brücke | 636,74                     | Viaduc de Bonpas (A7; 356 m)                                         | Viaduc de Bonpas (A7; 356 m)                                         |
| Tunnel | 636,94                     | Tunnel de Bonpas (303 m)                                             | Tunnel de Bonpas (303 m)                                             |
| Überleitstelle / Spurwechsel | 643,98                     | SEI de Cavaillon (Betriebsgleis östlich)                             | SEI de Cavaillon (Betriebsgleis östlich)                             |
| Brücke über Wasserlauf | 646,50                     | Viaduc de Cavaillon (Durance; 1500 m)                                | Viaduc de Cavaillon (Durance; 1500 m)                                |
| Brücke über Wasserlauf | 650,56                     | Viaduc de Cheval-Blanc (Durance; 994 m)                              | Viaduc de Cheval-Blanc (Durance; 994 m)                              |
| Kreuzung geradeaus oben · Abzweig quer und von links | 652,07                     | Strecke Avignon–Miramas                                              | Strecke Avignon–Miramas                                              |
| Strecke · Blockstelle |                            | Instandhaltungsbasis Cheval-Blanc                                    | Instandhaltungsbasis Cheval-Blanc                                    |
| Abzweig geradeaus und von links · Strecke nach rechts | 652,33                     | Abzw. von Cheval-Blanc (nur Bauzüge)                                 | Abzw. von Cheval-Blanc (nur Bauzüge)                                 |
| Brücke über Wasserlauf | 653,61                     | Viaduc d’Orgon (Durance; 942 m)                                      | Viaduc d’Orgon (Durance; 942 m)                                      |
| Überleitstelle / Spurwechsel | 657,74                     | SEI de Sénas (Betriebsgleis und Notbahnsteig östlich)                | SEI de Sénas (Betriebsgleis und Notbahnsteig östlich)                |
| Brücke über Wasserlauf | 664,05                     | Canal EDF (90 m)                                                     | Canal EDF (90 m)                                                     |
| Tunnel | 668,11                     | Tranchée couverte de Vernègues (102 m)                               | Tranchée couverte de Vernègues (102 m)                               |
| Brücke | 668,92                     | Viaduc de Vernègues (1210 m)                                         | Viaduc de Vernègues (1210 m)                                         |
| Tunnel | 670,44                     | Tunnel de Lambesc (554 m)                                            | Tunnel de Lambesc (554 m)                                            |
| Brücke | 673,99                     | Viaduc du Boulery (350 m)                                            | Viaduc du Boulery (350 m)                                            |
| Brücke | 674,71                     | Pont de Lavaldenan (93 m)                                            | Pont de Lavaldenan (93 m)                                            |
| Überleitstelle / Spurwechsel | 675,36                     | SEI de Lambesc (Betriebsgleis östlich)                               | SEI de Lambesc (Betriebsgleis östlich)                               |
| Brücke | 676,63                     | Viaduc de la Touloubre (Touloubre; 372 m)                            | Viaduc de la Touloubre (Touloubre; 372 m)                            |
| Brücke über Wasserlauf | 677,46                     | Canal de Marseille                                                   | Canal de Marseille                                                   |
| Abzweig geradeaus und ehemals nach links | 678,45                     | Abzw. „Côte d’Azur“ (verworfen)                                      | Abzw. „Côte d’Azur“ (verworfen)                                      |
| Brücke | 688,23                     | Viaduc de Ventabren (1730 m)                                         | Viaduc de Ventabren (1730 m)                                         |
| Brücke über Wasserlauf | 689,33                     | Canal de Marseille-Les Bosques                                       | Canal de Marseille-Les Bosques                                       |
| Brücke über Wasserlauf | 690,17                     | Canal de Marseille-Chantegrill                                       | Canal de Marseille-Chantegrill                                       |
| Strecke unter Wasserlauf Anfang Hochstrecke | 692,40                     | Viaduc de l’Arc (Arc; 308 m)                                         | Viaduc de l’Arc (Arc; 308 m)                                         |
| Kreuzung Ende Hochstrecke |                            | Strecke Rognac–Aix-en-Provence                                       | Strecke Rognac–Aix-en-Provence                                       |
| Brücke über Wasserlauf | 695,69                     | Canal de Marseille-Tour d'Arboisl                                    | Canal de Marseille-Tour d'Arboisl                                    |
| Bahnhof | 699,14                     | Aix-en-Provence TGV                                                  | Aix-en-Provence TGV                                                  |
| Tunnelanfang | 702,28                     | Tunnel de Pennes-Mirabeau (1350 m)                                   | Tunnel de Pennes-Mirabeau (1350 m)                                   |
| Strecke (im Tunnel) | 703,81                     | Überdeckung Bellepeire (400 m)                                       | Überdeckung Bellepeire (400 m)                                       |
| Strecke (im Tunnel) | 704,21                     | Tunnel de Marseille (5414 m)                                         | Tunnel de Marseille (5414 m)                                         |
| Tunnelende | 709,62                     | Überdeckung Saint-André (490 m)                                      | Überdeckung Saint-André (490 m)                                      |
| Abzweig geradeaus und von rechts | 711,16                     | Abzw. des Tuileries von Nîmes/Avignon                                | Abzw. des Tuileries von Nîmes/Avignon                                |
| |                            | (weitere Betriebsstellen)                                            |                                                                      |
| Kopfbahnhof Streckenende |                            | Marseille-Saint-Charles                                              | Marseille-Saint-Charles                                              |

Die LGV Méditerranée, kurz für Ligne à grande vitesse Méditerranée, ist eine Schnellfahrstrecke in Frankreich. Sie wurde am 7. Juni 2001 eröffnet, ist 251,4 km lang und verbindet die Regionen Provence-Alpes-Côte d’Azur und Auvergne-Rhône-Alpes. Die Baukosten betrugen 3,8 Milliarden Euro. Über die LGV Rhône-Alpes und die LGV Sud-Est verbindet sie Marseille mit Paris. Die schnellsten TGV-Züge bewältigen die Distanz von 751,4 km zwischen den beiden Metropolen nonstop in 3 Stunden und 5 Minuten. Dies entspricht einer Reisegeschwindigkeit von 243,7 km/h (Stand März 2017).
Sie haben auf dieser Relation zwei Drittel des bisherigen Flugverkehrs verdrängt.
Als östliche Fortsetzung der LGV Méditerranée wird die LGV Provence-Alpes-Côte d’Azur geplant. In westlicher Richtung besteht seit Ende 2017 mit dem Contournement de Nîmes et Montpellier eine Verlängerung bis hinter Montpellier. Mit der geplanten Neubaustrecke Montpellier–Perpignan soll der Lückenschluss zur LGV Perpignan–Figueres vollzogen werden.

## Geschichte

### Inbetriebnahme
Am 3. Oktober 2000 begannen Versuchsfahrten mit dem TGV-Réseau-Triebzug 531, der für die Fahrten mit Messausrüstung ausgerüstet wurde. Um die notwendigen Abnahmegeschwindigkeiten zu erreichen, wurde die Software der Antriebssteuerung modifiziert, um die Leistung je Fahrmotor von 1100 auf 1400 kW zu steigern. Die Strecke wurde durch die AEF abgenommen. Dazu wurden die Gleise schrittweise mit Geschwindigkeiten von 100, 220, 260, 300 und 350 km/h befahren. Bei der abschließenden Abnahmefahrt, am 20. April 2001, wurden 330 km/h unter Anwesenheit von Vertretern von SNCF und RFF erreicht.
Bei einer Demonstrationsfahrt für geladene Gäste (darunter SNCF-Präsident Louis Gallois und RFF-Generaldirektor Francois Bernard) fuhr ein TGV Réseau (Einheit 531) von Aix-en-Provence TGV nach Valence TGV mit einer Durchschnittsgeschwindigkeit von 350 km/h.
Am 26. Mai 2001 führte der als Opération Sardine bezeichnete Langstreckenweltrekord über die Strecke. Südlich von Valence wurde dabei mit 366,6 km/h die Höchstgeschwindigkeit der Rekordfahrt erreicht.
Am 7. Juni 2001 wurde die Strecke durch Präsident Jacques Chirac offiziell eröffnet.
Am 10. Juni 2001 wurde der Betrieb auf der bis dahin anspruchsvollsten und teuersten französischen Hochgeschwindigkeitsstrecke aufgenommen. Die Reisezeiten zwischen Lyon und Marseille gingen damit von 160 auf 100 Minuten zurück, zwischen Paris und Marseille (751 km) von 260 auf 180 Minuten sowie zwischen Marseille und Genf von 270 auf 210 Minuten. Neben der LGV Méditerranée ging dabei auch ein 22 km langer Schnellfahrstreckenabschnitt vom Abzweig Les Angles (westlich von Avignon) in den Raum Nîmes in Betrieb. Mit der Inbetriebnahme der Strecke stieg die Gesamtlänge des französischen Hochgeschwindigkeitsnetzes auf 1520 Kilometer an. Durch die Strecke verkürzte sich unter anderem die Reisezeit zwischen London und Marseille auf sieben Stunden.
Die Inbetriebnahme war von verschiedenen Infrastrukturproblemen geprägt. Unter anderem fiel das Streckenkontrollzentrum in Marseille aus.

### Betrieb
Im zweiten Betriebsjahr blieben die Fahrgastzahlen auf der Strecke hinter den Prognosen zurück. Statt erwarteter 20 Millionen Fahrgäste wurden nur 18,5 Millionen Reisende gezählt.

## Streckenbeschreibung

### Streckenverlauf
Es werden vier Départements durchquert; von Nord nach Süd sind dies Drôme, Gard, Vaucluse und Bouches-du-Rhône. Die Strecke beginnt bei Saint-Marcel-lès-Valence  – am Bahnhof Valence TGV – und folgt unmittelbar auf die LGV Rhône-Alpes. Gleich anschließend überquert sie die Altbaustrecke Valence-Grenoble; der dortige Turmbahnhof Valence TGV ermöglicht einen raschen Übergang zu Zügen nach Valence, Grenoble und Romans-sur-Isère. Die Ebene von Valence wird südwärts Richtung Fuß des hügeligen Alpenvorlandes verlassen, wo die Bahnstrecke schließlich das querende Tal der Drôme erreicht. Bei Crest im letztgenannten Tal befindet sich eine Ausfädelung auf die Strecke Briançon-Livron-sur-Drôme, die aber nur für Bauzüge benutzt wird.
Die LGV verläuft anschließend südwestwärts durch einen westwärts vorgelagerten Bergsporn der Alpen (Tunnel de Tartaiguille), durchmisst die Plaine des Andrans (Ebene von Andran) und nähert sich der Rhone. Bei Montélimar trifft sie auf die Autobahn A7 und folgt dieser während rund 20 km. Nach der Überquerung des Canal de Donzère-Mondragon, eines Seitenkanals der Rhône, verläuft die Trasse im breiten Rhonetal. Es folgt bei Pierrelatte eine weitere Ausfädelung auf die PLM-Strecke, die ebenfalls nur Notfällen dient. Bei Mornas wird die Rhône zweimal kurz hintereinander überquert, nördlich von Roquemaure ein drittes Mal.
Bei Les Angles, über dem Rhoneufer gegenüber von Avignon, verzweigt sich die Strecke in einen südwestlichen (Languedoc-Roussillon) und einen südöstlichen Ast (Provence). Über das Triangle des Angles sind Fahrbeziehungen in alle Richtungen möglich.
Die Abzweigweiche ist aus Richtung Valence in Richtung Nîmes/Montpellier mit 230 km/h befahrbar. Die Verbindungsstrecke aus Richtung Marseille erlaubt 170 km/h. Auf dem 21 km langen Streckenabschnitt Richtung Manduel ist ab dem Abzw. Les Angles-Ouest eine Höchstgeschwindigkeit von 300 km/h zulässig. Langfristig ist eine Verbindung mit der LGV Perpignan–Figueres über die geplante Neubaustrecke Montpellier–Perpignan geplant. Ursprünglich hätte dieser Abschnitt bis nach Lattes in der Nähe von Montpellier führen sollen; dieses Teilstück wurde aber im September 1995 aus Kostengründen vorerst zurückgestellt und bis Manduel eingekürzt wo eine Verbindung mit der Strecke Tarascon–Sète besteht. Dieser Streckenabschnitt, von Manduel bis Lattes, wird heute als Contournement de Nîmes et Montpellier bezeichnet und wurde Ende 2017 in Betrieb genommen. Eine betriebliche Besonderheit stellt der Bahnhof Nîmes-Pont-du-Gard da, welcher theoretisch über zwei Bahnsteigsgleise und zwei Durchgangsgleise verfügt, allerdings wurde die Durchgangsgleise noch nicht durch Weichen angeschlossen, so dass jeder Zug über die Bahnsteigsgleise muss.
Der südöstliche Ast in Richtung Marseille überquert die Rhône. Parallel zu diesem imposanten Viadukt verläuft das der Strecke von Montpellier nach Marseille (Doppelviadukt von Avignon). Danach wird der Bahnhof Avignon TGV erreicht. Auf rund 41 Kilometern, zwischen den Bahnhöfen Avignon TGV (Streckenkilometer 634,8) und Aix-en-Provence TGV (Streckenkilometer 676,0), beträgt nun die Streckenhöchstgeschwindigkeit 320 km/h. Die Strecke folgt dem Fluss Durance und überquert diesen zwischen Cavaillon und Orgon. Bei Mallemort verlässt die Trasse das Flusstal und durchquert die Chaîne des Côtes, in weiterer Folge werden südwärts andere Höhenzüge durchschnitten, das Becken westlich von Aix-en-Provence an dessen Westsaum entlang tangiert und endlich in das Küstengebirge nördlich von Marseille eingetreten. Die Strecke durchquert den 7.834 m langen Tunnel de Marseille und erreicht in den nördlichen Stadtteilen von Marseille, im 16. Arrondissement, die klassische Strecke.

### Ingenieurbauwerke
Aufgrund seiner Streckenführung in voralpinem Gelände besitzt die LGV Méditerranée eine hohe Anzahl von Kunstbauten. Einige stechen aufgrund ihrer Größe oder ihrer Bauweise hervor. Die wichtigsten Kunstbauten von Nord nach Süd sind:
- Tunnel de la Galaure (2686 m)
- Tunnel de Tartaiguille (2340 m)
- Grenette-Viadukt (947 m)
- Mornas-Viadukt (887 m)
- Mondragon-Viadukt (637 m)
- Roquemaure-Viadukt (680 m)
- Doppelviadukt von Les Angles bei Avignon (1573 m)
- Cavaillon-Viadukt (1500 m)
- Viadukt Cheval Blanc (994 m)
- Orgon-Viadukt (942 m)
- Vernègues-Viadukt (1210 m)
- Ventabren-Viadukt (1730 m); dieses Viadukt beginnt im Süden nach der Querung des Canal de Marseille und verläuft über die Autobahn A8 und die Departement-Straße D10; die Baustelle diente als Kulisse für den Film Taxi
- Tunnel de Marseille (7834 m); der längste vollständig in Frankreich gelegene Tunnel

Insgesamt 17.155 m der Strecke liegen im Tunnel.

### Bahnhöfe
An der LGV Méditerranée befinden sich drei Bahnhöfe:
- Valence TGV; 9 km nordöstlich von Valence und 8 km südwestlich von Romans-sur-Isère bei Saint-Marcel-lès-Valence
- Avignon TGV; 3 km südlich des Stadtzentrums von Avignon
- Aix-en-Provence TGV; 15 km südwestlich von Aix-en-Provence und 8 km östlich von Vitrolles

### Technik
Der Oberbau der Strecke besteht aus UIC-60-Schienen, die auf rund 850.000 Betonschwellen und rund 2,4 Millionen Tonnen Schotter liegen. Die längsten der 126 Weichen weisen eine Länge von 211 m (Zungen: 41 m) auf und können in abzweigender Stellung mit 230 km/h befahren werden.
Im Zuge von Messfahrten wurde 2001 auch der Einfluss des Seitenwindes im Rhonetal untersucht, der auf den bis zu 53 m hohen Kunstbauten bis zu 200 km/h erreichen kann. Daraus ergab sich die Notwendigkeit, die zulässige Höchstgeschwindigkeit in Abhängigkeit von der Windgeschwindigkeit zu reduzieren; ab 190 km/h Windgeschwindigkeit wird die Höchstgeschwindigkeit auf 80 km/h herabgesetzt.